# Sånglärkor
Sånglärkor (Alauda) är ett släkte i familjen lärkor inom ordningen tättingar. Släktet omfattar fyra arter som förekommer från Azorerna österut genom Europa och nordvästra Afrika till Japan och söderut till Sri Lanka, Indokina och Filippinerna, med en isolerad och akut hotad art på Kap Verdeöarna:
- Vitvingad lärka (A. leucoptera)
- Rasolärka (A. razae)
- Mindre sånglärka (A. gulgula)
- Sånglärka (A. arvensis)

Tidigare placerades vitvingad lärka i Melanocorypha, men genetiska studier visar att den står nära sånglärkan.